# Xanərəb
Xanərəb è un comune dell'Azerbaigian situato nel distretto di Bərdə. Conta una popolazione di 2 079 abitanti.